# Krásný Jez
Krásný Jez (dříve také Krásná, německy Schönwehr) je malá vesnice, část města Bečov nad Teplou v okrese Karlovy Vary v Karlovarském kraji. Nachází se pět kilometrů severně od Bečova nad Teplou.

## Historie
První písemná zmínka o vesnici pochází z roku 1489. V této době se vyskytuje název vesnice Ssonwerd, později Ssenwerd a od roku 1785 Schönwehr. Vesnice byla vždy součástí panství Bečov – Javorná. Vesnice byla od prvopočátku čistě zemědělského rázu s německými osídlenci. Velké škody na majetku a lidech utrpěla obec a celé okolí za dob třicetileté války (1618–1648).
V roce 1847 ve své knize Das Königreich Böhmen uvedl Johann Gottfried Sommer, že vesnice patřila k hornoslavkovské farnosti a žilo v ní 268 obyvatel ve čtyřiceti domech. Rok 1848 přinesl zrušení patrimoniální správy a od roku 1850, v době vzniku obecní samosprávy, byla vesnice zahrnuta do soudního okresu Bečov. V roce 1872 měla vesnice 49 domů s 201 obyvateli a k byly k ní přiřazeny osady Milešov s 41 domy a 308 obyvateli a Vodná s 37 domy a 272 obyvateli.
Vesnice se dále pomalu rozvíjela, k čemuž přispěla též roku 1896 stavba železniční trati, na které za dva roky projel mezi Bečovem a Krásným Jezem první pracovní vlak. Název obce Krásný Jez byl utvořen podle názvu železniční stanice, která se tak v letech 1918 až 1922 jmenovala úředně, avšak na zákrok tehdejších německých poslanců ve vládě byl název obce a stanice změněn znovu na Schönwehr.
Během doby počet usedlostí a obyvatelstva stoupal. V roce 1935 bylo již ve vesnici 54 domů s 279 obyvateli, z nichž bylo 27 Čechů. Po Mnichovské dohodě připadla obec do území odstoupeného Německu. V roce 1939 poklesl počet obyvatel na 241 a to pravděpodobně proto, že někteří muži nastoupili do německé branné moci, dále nastal úbytek českého obyvatelstva následkem německé okupace. V této době spadala obec do soudního okresu Teplá a politického okresu Mariánské Lázně. V samotné obci nedošlo po dobu okupace k žádným podstatným změnám. V květnu roku 1945 spadala obec do okupačního pásma americké armády a dne 4. května došlo k obsazení místní železniční stanice. Koncem května přešla obec do sovětské zóny. Americké jednotky se stáhly k Bečovu a k Hornímu Slavkovu.
Po roce 1950 v okolí probíhala těžba uranové rudy. Ložiska byla vyčerpána kolem roku 1960.

## Přírodní poměry
Krásný Jez stojí ve Slavkovském lese v údolí řeky Teplé. Vesnicí protéká Havraní potok.

## Obyvatelstvo
Při sčítání lidu v roce 1921 ve vsi žilo 309 obyvatel (z toho 140 mužů), z nichž byli čtyři Čechoslováci a 305 Němců. Kromě čtyř členů církve československé byli římskými katolíky. Podle sčítání lidu z roku 1930 měla vesnice 279 obyvatel: 27 Čechoslováků a 252 Němců. S výjimkou dvou lidí bez vyznání se hlásili k římskokatolické církvi.
| Rok            | 1869 | 1880 | 1890 | 1900 | 1910 | 1921 | 1930 | 1950 | 1961 | 1970 | 1980 | 1991 | 2001 | 2011 | 2021 |
| -------------- | ---- | ---- | ---- | ---- | ---- | ---- | ---- | ---- | ---- | ---- | ---- | ---- | ---- | ---- | ---- |
| Počet obyvatel | 308  | 336  | 319  | 359  | 337  | 309  | 279  | 112  | 139  | 102  | 65   | 46   | 72   | 87   | 84   |
| Počet domů     | 41   | 47   | 48   | 48   | 51   | 51   | 54   | 38   | 38   | 27   | 20   | 20   | 25   | 32   | 35   |

## Obecní správa
Při sčítání lidu v letech 1869–1950 Krásný Jez byl samostatnou obcí, se kterým patřil nejprve do okresu Karlovy Vary, ale v letech 1900–1930 v okrese Teplá a v roce 1950 v okrese Karlovy Vary-okolí. Od roku 1960 je částí města Bečov nad Teplou v okrese Karlovy Vary. V letech 1869–1890 k obci patřila Vodná.

## Doprava
Podél východního okraje vesnice vede silnice I/20 z Karlových Varů do Plzně. Přímo vesnicí vede také železniční trať Karlovy Vary – Mariánské Lázně, na které se nachází zastávka Krásný Jez zastávka. Železniční stanice Krásný Jez stojí jižně od vesnice, kde z ní odbočuje část obnovené trati Nové Sedlo u Lokte – Krásný Jez.

## Galerie

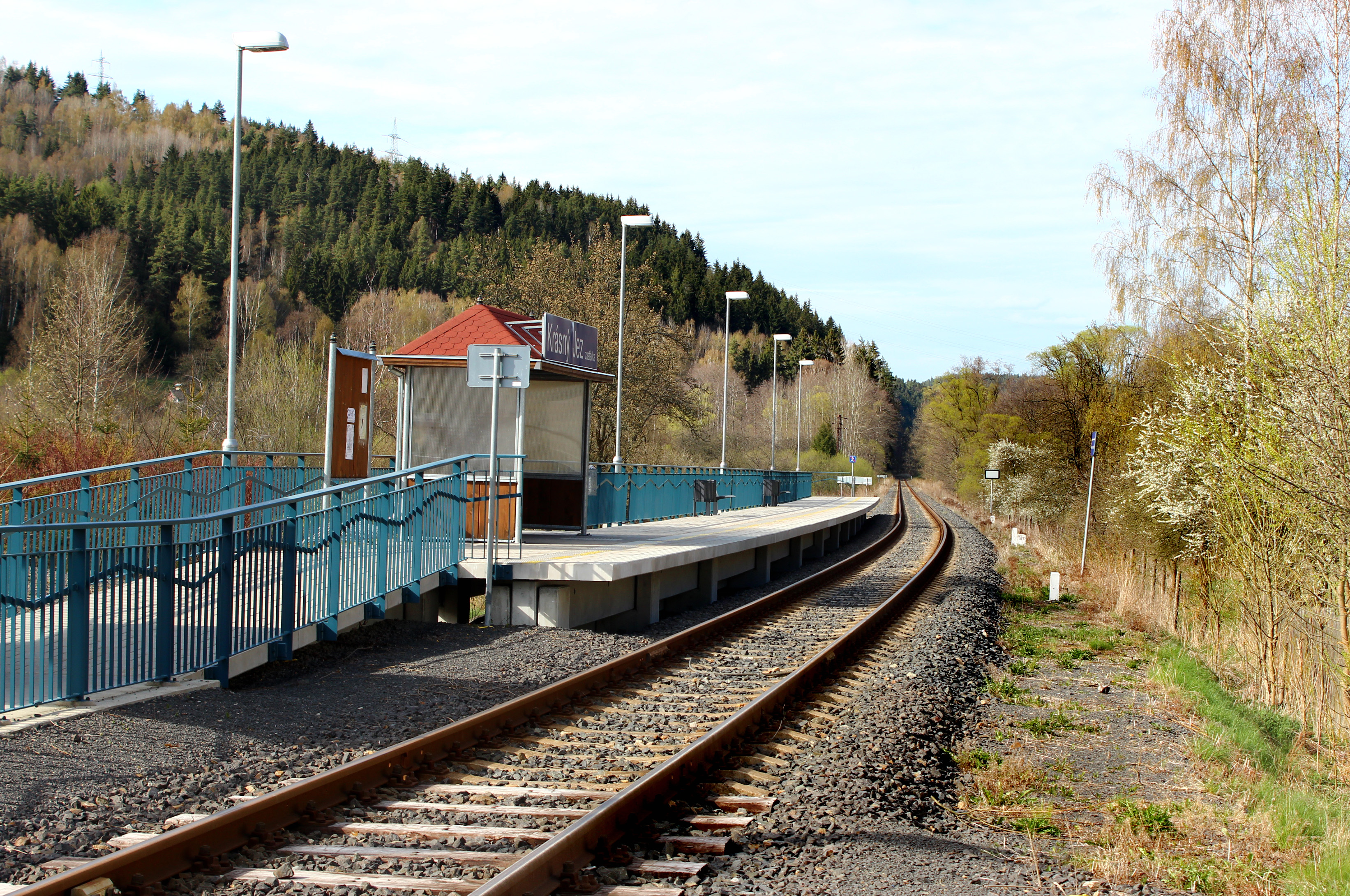
Nová zastávka ve středu vesnice
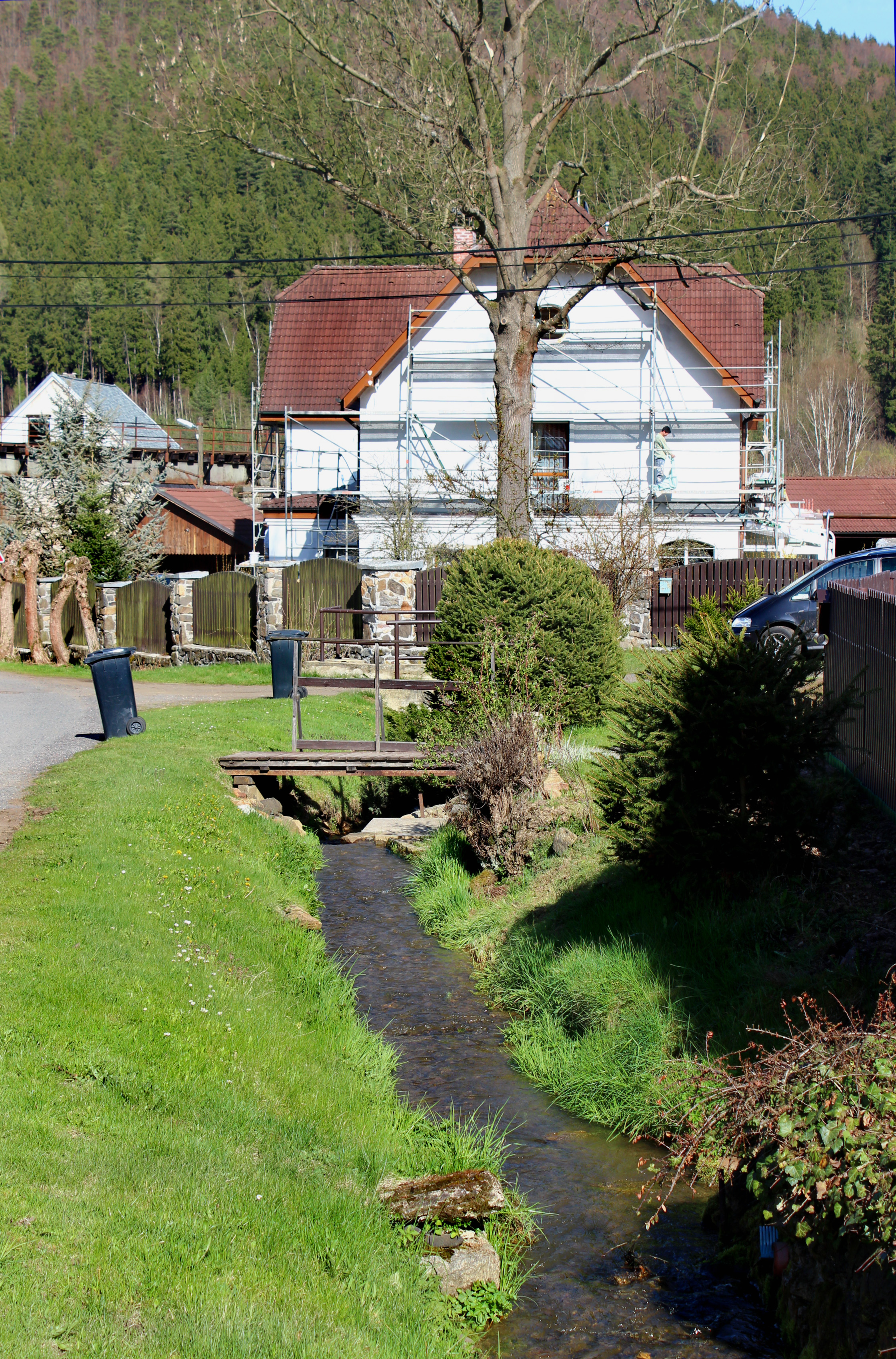
Havraní potok
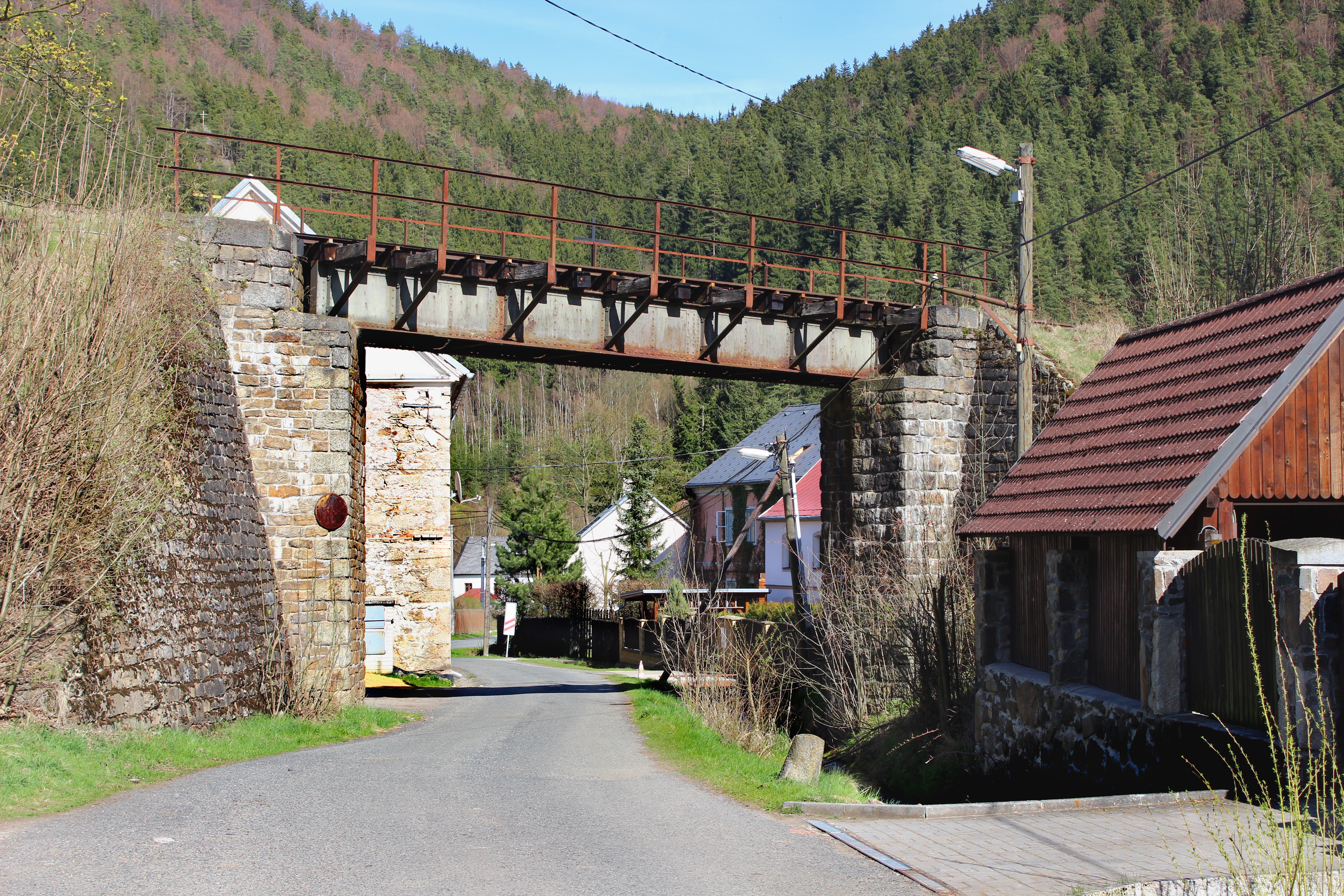
Most neprovozované trati Krásný Jez – Loket
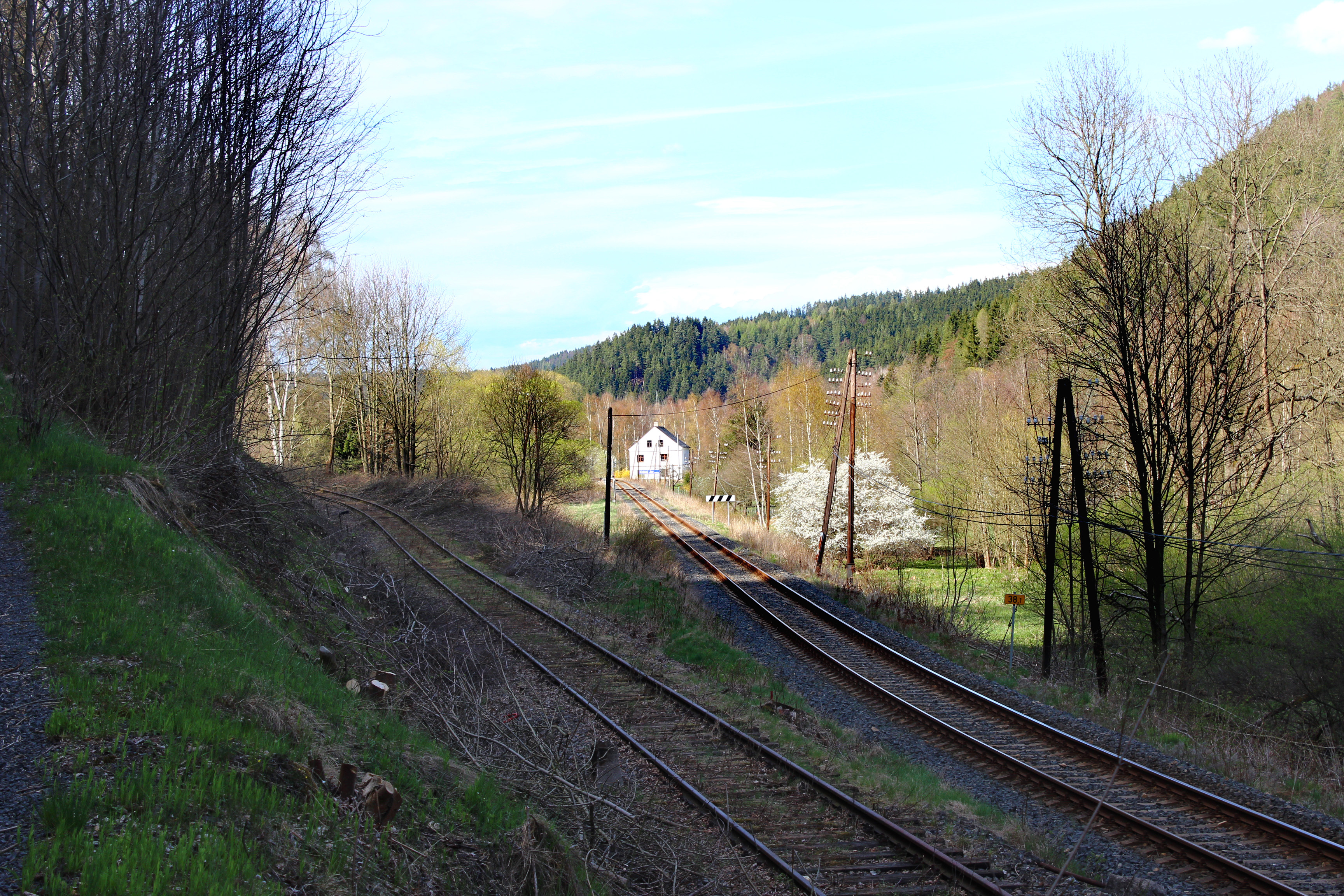
Opuštěná trať do Lokte a stále provozovaná trať do Karlových Varů